# Bellefontaine (Jura)
Bellefontaine és un municipi francès situat al departament del Jura i a la regió de Borgonya - Franc Comtat. L'any 2007 tenia 540 habitants.

## Demografia

### Població
El 2007 la població de fet de Bellefontaine era de 540 persones. Hi havia 206 famílies de les quals 48 eren unipersonals (32 homes vivint sols i 16 dones vivint soles), 65 parelles sense fills, 85 parelles amb fills i 8 famílies monoparentals amb fills.
La població ha evolucionat segons el següent gràfic:
Habitants censats

### Habitatges
El 2007 hi havia 337 habitatges, 207 eren l'habitatge principal de la família, 126 eren segones residències i 4 estaven desocupats. 203 eren cases i 134 eren apartaments. Dels 207 habitatges principals, 166 estaven ocupats pels seus propietaris, 35 estaven llogats i ocupats pels llogaters i 6 estaven cedits a títol gratuït; 4 tenien una cambra, 9 en tenien dues, 32 en tenien tres, 49 en tenien quatre i 113 en tenien cinc o més. 172 habitatges disposaven pel capbaix d'una plaça de pàrquing. A 99 habitatges hi havia un automòbil i a 98 n'hi havia dos o més.

### Piràmide de població
La piràmide de població per edats i sexe el 2009 era:
| Homes | Edats   | Dones |
| ----- | ------- | ----- |
| 0     | 95 o +  | 0     |
| 0     | 90 a 94 | 4     |
| 0     | 85 a 89 | 4     |
| 0     | 80 a 84 | 0     |
| 4     | 75 a 79 | 4     |
| 16    | 70 a 74 | 4     |
| 12    | 65 a 69 | 16    |
| 8     | 60 a 64 | 8     |
| 4     | 55 a 59 | 12    |
| 16    | 50 a 54 | 16    |
| 12    | 45 a 49 | 8     |
| 24    | 40 a 44 | 36    |
| 24    | 35 a 39 | 16    |
| 16    | 30 a 34 | 8     |
| 12    | 25 a 29 | 12    |
| 8     | 20 a 24 | 8     |
| 20    | 15 a 19 | 12    |
| 16    | 10 a 14 | 32    |
| 20    | 5 a 9   | 16    |
| 8     | 0 a 4   | 16    |

## Economia
El 2007 la població en edat de treballar era de 356 persones, 282 eren actives i 74 eren inactives. De les 282 persones actives 271 estaven ocupades (145 homes i 126 dones) i 11 estaven aturades (5 homes i 6 dones). De les 74 persones inactives 29 estaven jubilades, 30 estaven estudiant i 15 estaven classificades com a «altres inactius».

### Ingressos
El 2009 a Bellefontaine hi havia 213 unitats fiscals que integraven 554 persones, la mediana anual d'ingressos fiscals per persona era de 21.210 €.

### Activitats econòmiques
Dels 30 establiments que hi havia el 2007, 6 eren d'empreses de fabricació d'altres productes industrials, 2 d'empreses de construcció, 2 d'empreses de comerç i reparació d'automòbils, 1 d'una empresa de transport, 2 d'empreses d'hostatgeria i restauració, 5 d'empreses financeres, 7 d'empreses de serveis i 5 d'entitats de l'administració pública.
Dels 2 establiments de servei als particulars que hi havia el 2009, 1 era una empresa de construcció i 1 restaurant.
L'únic establiment comercial que hi havia el 2009 era una joieria.
L'any 2000 a Bellefontaine hi havia 6 explotacions agrícoles.

## Equipaments sanitaris i escolars
El 2009 hi havia una escola elemental.

## Poblacions més properes
El següent diagrama mostra les poblacions més properes.